# Igor Radin
Igor Radin, slovenski hokejist in veslač, * 1. maj 1938, Novi Sad, † 20. september 2014.
Radin je bil član Veslaškega kluba Ljubljanica, na poletnih olimpijskih igrah 1960 v Rimu je nastopil v četvercu s krmarjem. Ob tem je bil tudi član kluba HK Olimpija in jugoslovanske hokejske reprezentance, s katero je nastopil na Zimskih Olimpijskih igrah 1964 v Innsbrucku. S tem je Radin edini jugoslovanski in slovenski športnik, ki je nastopil tako na poletnih, kot tudi zimskih olimpijskih igrah.